# كومفورت إيرو
كومفورت إيرو رئيسة مجموعة الأزمات الدولية ومديرتها التنفيذية، منذ كانون الأول/ديسمبر سنة 2021، تقضي أعمالها في البلدان المتضررة من النزاعات، وكانت مديرة مشروع غرب إفريقيا في عام 2001 ثم أصبحت مديرة برنامج إفريقيا، ثم في كانون الثاني/يناير 2021، نائبة مؤقتة للرئيس، وأثناء فترتي عملها في مجموعة الأزمات، صارت نائب مدير برنامج أفريقيا للمركز الدولي للعدالة الانتقالية بين سنتي 2008 و2010، وقبل ذلك، كانت مسؤولة الشؤون السياسية ومستشارة السياسات للممثل الخاص للأمين العام، لبعثة الأمم المتحدة في ليبيريا بين سنتي 2004 و2007. حاصلة على درجة الدكتوراه من كلية لندن للاقتصاد، بجامعة لندن. كومفورت أيضًا رئيسة مجلس إدارة معهد ريفت فالي وعضو في هيئة تحرير العديد من المجلات، منها مجلة حفظ السلام الدولي.